# Glenturret
Glenturret est une distillerie de whisky située sur les bords de la rivière Turret au nord ouest de la petite ville de Crieff dans le Perthshire en Écosse. La distillerie est construite au creux d’une vallée, sur le site d’anciennes distilleries clandestines,. Les sommets des collines environnantes offraient aux premiers distillateurs de beaux points de vue pour surveiller les allées et venues des excisemens.

## Histoire
La distilleries de Glenturret se réclame d’une histoire remontant à 1775, mais il semble que  le site était occupé bien antérieurement par différentes distilleries clandestines. La plus ancienne référence remonte à 1717 ce qui fait de cette distillerie la plus ancienne d'Écosse, un tout petit peu antérieure à Littlemill, Glenisla, Bowmore et Glen Garioch.
La première distillerie connue sur le site porte le nom de Hosh et appartient à la famille Drummond. Hosh vient du gaélique écossais « cois » qui signifie « pied ». Elle est achetée par John McCallum en 1845 puis change de main en 1875 quand Thomas Stewart la reprend et la renomme en Glenturret, le nom d’une autre ancienne distillerie de la région.
Comme un grand nombre de distillerie, Glenturret ferme pendant la Première Guerre mondiale. Elle reprend sa production sous la houlette des frères Mitchell jusqu’en 1921 date à laquelle, à cause d’une économie frappée de plein fouet par la dépression économique et la prohibition aux États-Unis, elle ferme de nouveau. La production de whisky ne reprend qu’en 1957 quand la distillerie est reprise par James Fairlie,. Pendant la période de fermeture, les bâtiments ont servi d’entrepôts pour diverses entreprises locales. Fairlie est un enthousiaste du whisky. Son projet est de créer un whisky de malt dans un style traditionnel et de préserver le savoir-faire de la distillation en Écosse.
En 1981, la distillerie est rachetée par Cointreau puis passe dans les mains de Highland Distillers en 1990.

## Production
Embouteillage officiel
- Glenturret 8 ans 40°
- Glenturret 10 ans 40°
- Glenturret 1991 14 ans single cask
- Glenturret 1992 15 ans single cask
- Glenturret 1977 29 ans single cask

## The Famous Grouse experience
En 2002 le nouveau propriétaire de la distillerie, The Edrington Group, installe dans un des bâtiments de la distillerie le centre d'exposition du « The Famous Grouse Experience » et ce même s'il n'y avait jamais eu de connexion préalable entre la distillerie et la marque de blend. Ce lieu est devenu un important site touristique, attirant de très nombreux touristes.